# La truite
La truite (titulada en España e Hispanoamérica La trucha) es una película francesa de Joseph Losey basada en la novela homónima de Roger Vailland. Se estrenó en 1982. 

## Reparto
- Isabelle Huppert: Frédérique
- Jean-Pierre Cassel: Rambert
- Jeanne Moreau: Lou
- Daniel Olbrychski: Saint-Genis
- Jacques Spiesser: Galuchat
- Isao Yamagata: Daigo Hamada
- Jean-Paul Roussillon: Verjon
- Roland Bertin: El conde
- Lisette Malidor: Mariline
- Craig Stevens: Carter, presidente de la compañía
- Ruggero Raimondi: Invitado de la fiesta
- Alexis Smith: Gloria
- Lucas Belvaux: El comisionado
- Pierre Forget: Padre de Frédérique
- Anne François: Azafata de Air France